# Seaside (Oregon)

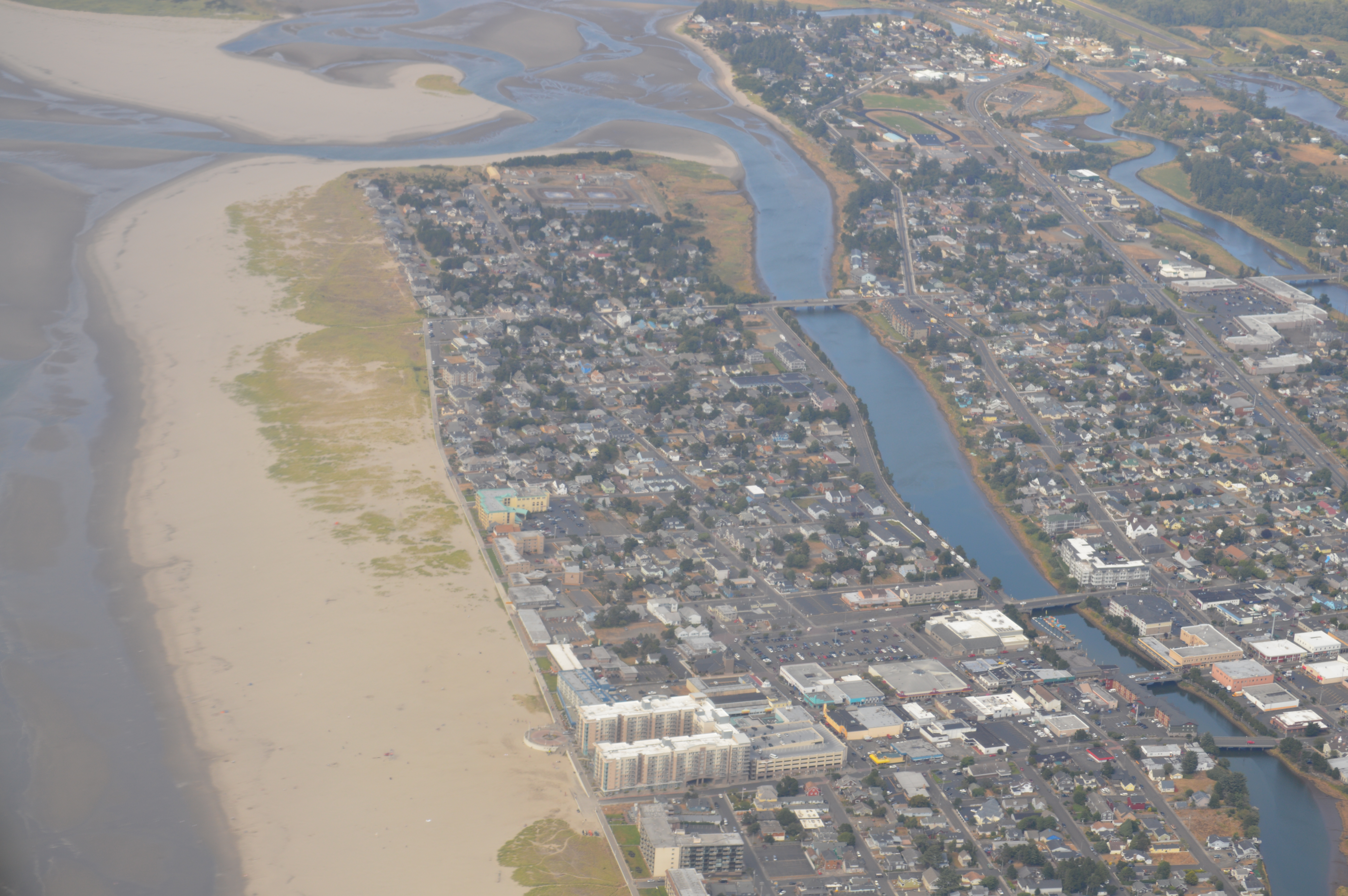
Luftbild

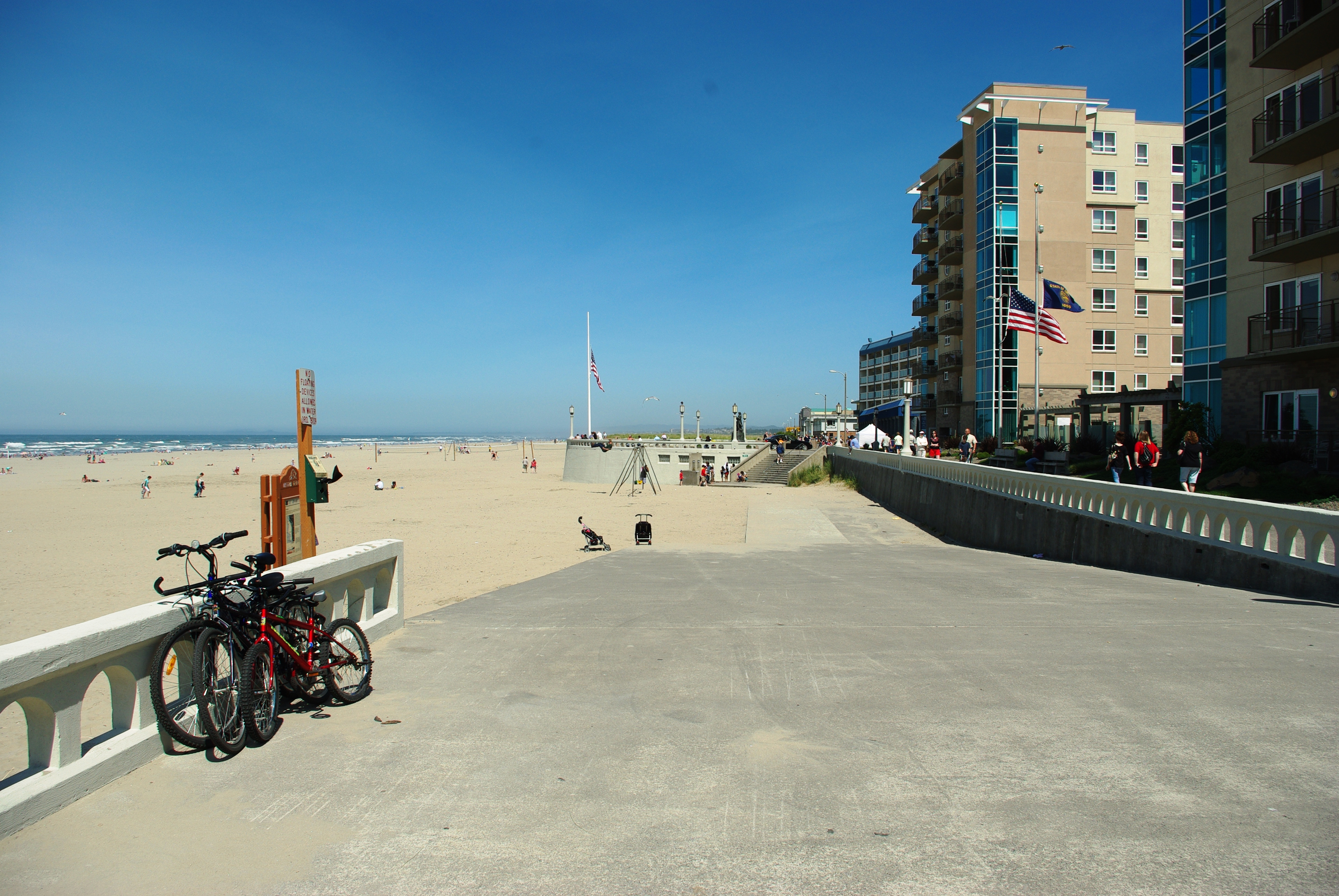
Der Ort grenzt direkt an den Strand

Seaside, Oregon, ist eine Kleinstadt im Landkreis Clatsop County, Oregon, Vereinigte Staaten.
Die Stadt befindet sich an der Küste Oregons (Pazifik). Das U.S. Census Bureau hat bei der Volkszählung 2020 eine Einwohnerzahl von 7.115 ermittelt. Das Stadtgebiet hat eine Fläche 10,72 km² (davon Land: 10,20 km²; Gewässer: 0,52 km²).
Der Name stammt von dem Ferienhaus Seaside House, das 1870 im Auftrag von Ben Holladay erbaut wurde. Der Ort erhielt 1899 das Stadtrecht (municipal corporation).

## Veranstaltungen
Das Seaside Jazz Festival (ehemalige Bezeichnung: Oregon Dixieland Jubilee) ist eine jährlich wiederkehrende Veranstaltung; es spielen Bands Stücke der Richtungen traditional Jazz und Swing.
Die Misswahl Miss Oregon Pageant, das Finale für Miss America Pageant, findet jährlich im Seaside Civic and Convention Center statt.

## Sehenswürdigkeiten
Das Seaside Aquarium wurde 1937 eröffnet. Neben lebenden Meerestieren wird ein 11 Meter langes Walskelett gezeigt.
Der National Park Service führt für Seaside vier Bauwerke im National Register of Historic Places (NRHP) an (Stand 5. Januar 2019), darunter das Tillamook Rock Lighthouse.

## Verkehrsinfrastruktur
Der Ort ist an die U.S. Route 101 und U.S. Route 26 angebunden. Es gibt einen Regionalflughafen, den Seaside Municipal Airport.